# Grandi della tv
Grandi della tv è un programma televisivo italiano di genere documentario, in onda dal 4 febbraio 2024 su Rai Storia. La trasmissione racconta la storia della televisione italiana tramite spezzoni tratti dalle teche Rai ed è condotta da Edoardo Camurri. 

## Il programma
Il programma racconta la storia della televisione italiana e dei personaggi che ne sono stati protagonisti, attraverso la riproposizione di immagini tratti dalle teche Rai, commentate da Edoardo Camurri.
Il programma nasce in occasione del settantesimo anniversario dalla nascita della televisione italiana ed è in onda a partire dal 4 febbraio 2024 su Rai Storia con due diversi appuntamenti: la domenica dalle 17:30 alle 20:00 con delle puntate "documentario" (divise in due parti) dedicate ad un singolo argomento o personaggio; la trasmissione del lunedì in prima serata (ore 21:10 circa), invece, ripropone puntate integrali relative al tema trattato la domenica.
| Puntata |         | Data       | Argomento                                           | Note |
| ------- | ------- | ---------- | --------------------------------------------------- | --- |
| 1       | Parte 1 | 04/02/2024 | Festival di Sanremo                                 | Puntata dedicata alla storia del festival di Sanremo                                                                   |
| 1       | Parte 2 | 04/02/2024 | Festival di Sanremo 1964                            | Puntata dedicata al festival di Sanremo del 1964                                                                       |
| 2       | 2       | 05/02/2024 | Finale del Festival di Sanremo 1964                 | Viene riproposta la serata finale del Festival di Sanremo del 1964                                                     |
| 3       | Parte 1 | 11/02/2024 | Corrado                                             | Puntata dedicata a Corrado                                                                                             |
| 3       | Parte 2 | 11/02/2024 | Corrado - Su e giù                                  | Puntata dedicata al programma tv "Su e giù", condotto da Corrado                                                       |
| 4       | 4       | 12/02/2024 | Prima puntata di Su e giù                           | Viene riproposta la prima puntata del programma "Su e giù"                                                             |
| 5       | Parte 1 | 18/02/2024 | Delia Scala                                         | Puntata dedicata Delia Scala                                                                                           |
| 5       | Parte 2 | 18/02/2024 | Delia Scala - Signore e signora                     | Puntata dedicata al programma tv "Signore e Signora", condotto da Delia Scala e Lando Buzzanca                         |
| 6       | 6       | 19/02/2024 | Prima puntata di Signore e signora                  | Viene riproposta la prima puntata del programma "Signore e Signora"                                                    |
| 7       | Parte 1 | 25/02/2024 | Ninchi, Valori, Panelli, Fabrizi                    | Puntata dedicata a Ave Ninchi, Bice Valori, Paolo Panelli e Aldo Fabrizi                                               |
| 7       | Parte 2 | 25/02/2024 | Ninchi, Valori, Panelli, Fabrizi - Speciale per noi | Puntata dedicata al programma tv "Speciale per noi", condotto da Ave Ninchi, Bice Valori, Paolo Panelli e Aldo Fabrizi |
| 8       | 8       | 26/02/2024 | Prima puntata di Speciale per noi                   | Viene riproposta la prima puntata del programma "Speciale per noi"                                                     |
| 9       | Parte 1 | 03/03/2024 | Walter Chiari                                       | Puntata dedicata a Walter Chiari                                                                                       |
| 9       | Parte 2 | 03/03/2024 | Walter Chiari - Canzonissima 1968                   | Puntata dedicata all'edizione 1968 di Canzonissima, condotta da Walter Chiari                                          |
| 10      | 10      | 04/03/2024 | Canzonissima 1968 (puntata del 23/11/1968)          | Viene riproposta la puntata del 23/11/1968 di "Canzonissima 1968"                                                      |
| 11      | Parte 1 | 10/03/2024 | Vittorio Gassman                                    | Puntata dedicata a Vittorio Gassman                                                                                    |
| 11      | Parte 2 | 10/03/2024 | Vittorio Gassman - Gassman all'asta                 | Puntata dedicata al programma "Gassman all'asta" condotto da Vittorio Gassman                                          |
| 12      | 12      | 11/03/2024 | Gassman all'asta                                    | Viene riproposta la prima puntata di "Gassman all'asta"                                                                |
| 13      | Parte 1 | 17/03/2024 | Franca Valeri e Gino Bramieri                       | Puntata dedicata a Franca Valeri e Gino Bramieri                                                                       |
| 13      | Parte 2 | 17/03/2024 | Felicita Colombo                                    | Viene replicata la prima puntata dello sceneggiato Felicita Colombo con Franca Valeri e Gino Bramieri                  |
| 14      | 14      | 18/03/2024 | Felicita Colombo                                    | Viene replicata la seconda puntata dello sceneggiato Felicita Colombo con Franca Valeri e Gino Bramieri                |
| 15      | Parte 1 | 24/03/2024 | Mina                                                | Puntata dedicata a Mina                                                                                                |
| 15      | Parte 2 | 24/03/2024 | Sei Mina                                            | Viene replicato il documentario del 1984 intitolato "Sei Mina"                                                         |
| 16      | 16      | 25/03/2024 | Sabato sera                                         | Viene riproposta l'ultima puntata di "Sabato sera"                                                                     |
| 17      | Parte 1 | 31/03/2024 | Raimondo Vianello, Ugo Tognazzi, Sandra Mondaini    | Puntata dedicata a Raimondo Vianello, Ugo Tognazzi e Sandra Mondaini                                                   |
| 17      | Parte 2 | 31/03/2024 | Il tappabuchi                                       | Puntata dedicata a "Il tappabuchi" con Raimondo Vianello e Corrado                                                     |
| 18      | 18      | 01/04/2024 | Il tappabuchi (puntata del 26/03/1967)              | Viene riproposta la puntata del 26/03/1967 di "Il tappabuchi" con Raimondo Vianello e Corrado                          |
| 19      | Parte 1 | 07/04/2024 | Gigi Proietti                                       | Puntata dedicata a Gigi Proietti                                                                                       |
| 19      | Parte 2 | 07/04/2024 | Gigi Proietti - A me gli occhi please               | Puntata dedicata a "A me gli occhi please" con Gigi Proietti                                                           |
| 20      | 20      | 08/04/2024 | A me gli occhi please                               | Viene riproposto lo spettacolo teatrale "A me gli occhi please"                                                        |
| 21      | Parte 1 | 14/04/2024 | Paolo Villaggio                                     | Puntata dedicata a Paolo Villaggio                                                                                     |
| 21      | Parte 2 | 14/04/2024 | Paolo Villaggio - Fracchia                          | Puntata dedicata al personaggio di Fracchia interpretato da Paolo Villaggio                                            |
| 22      | 22      | 15/04/2024 | Fracchia e la tv                                    | Puntata dedicata al personaggio di Fracchia interpretato da Paolo Villaggio                                            |
| 23      | Parte 1 | 21/04/2024 | Alighiero Noschese                                  | Puntata dedicata a Alighiero Noschese                                                                                  |
| 23      | Parte 2 | 21/04/2024 | Formula due                                         | Puntata dedicata a Formula due con Alighiero Noschese e Loretta Goggi                                                  |
| 24      | 24      | 22/04/2024 | Serata d'onore                                      | Viene riproposto lo spettacolo "Serata d'onore" (1971) condotto da Alighiero Noschese                                  |
| 25      | Parte 1 | 28/04/2024 | Renato Rascel                                       | Puntata dedicata a Renato Rascel                                                                                       |
| 25      | Parte 2 | 28/04/2024 | I racconti di padre Brown                           | Puntata dedicata allo sceneggiato "I racconti di Padre Brown" con Renato Rascel                                        |
| 26      | 26      | 29/04/2024 | Come Alice                                          | Viene riproposta la puntata con ospite Renato Rascel di "Come Alice"                                                   |
| 27      | Parte 1 | 05/05/2024 | Quartetto cetra                                     | Puntata dedicata al Quartetto Cetra                                                                                    |
| 27      | Parte 2 | 05/05/2024 | Il Trio                                             | Puntata dedicata al Trio                                                                                               |
| 28      | 28      | 06/05/2024 | I promessi sposi (pardoia in tv)                    | Puntata dedicata alla parodia tv dei Promessi sposi del Trio e del Quartetto Cetra                                     |
| 29      | Parte 1 | 12/05/2024 | Paolo Poli                                          | Puntata dedicata a Paolo Poli                                                                                          |
| 29      | Parte 2 | 12/05/2024 | Babau                                               | Puntata dedicata a Babau                                                                                               |
| 30      | 30      | 13/05/2024 | Babau                                               | Puntata dedicata a Babau                                                                                               |
| 31      | Parte 1 | 19/05/2024 | Raffaella Carrà                                     | Puntata dedicata a Raffaella Carrà                                                                                     |
| 31      | Parte 2 | 19/05/2024 | Ma che sera                                         | Puntata dedicata a Ma che sera                                                                                         |
| 32      | 32      | 20/05/2024 | Millemilioni                                        | Viene riproposta la prima puntata di Millemilioni                                                                      |
| 33      | Parte 1 | 26/05/2024 | Mike Bongiorno                                      | Puntata dedicata a Mike Bongiorno                                                                                      |
| 33      | Parte 2 | 26/05/2024 | Rischiatutto                                        | Puntata dedicata al Rischiatutto                                                                                       |
| 34      | 34      | 27/05/2024 | Puntata del 10.6.1972 Rischiatutto                  | Viene riproposta la puntata del 10.6.1972 del Rischiatutto                                                             |
| 35      | Parte 1 | 09/06/2024 | Pippo Baudo                                         | Puntata dedicata a Pippo Baudo                                                                                         |
| 35      | Parte 2 | 09/06/2024 | Pippo Baudo al Festival di Sanremo 1968             | Puntata dedicata ai Festival di Sanremo condotti da Pippo Baudo                                                        |
| 36      | 36      | 10/06/2024 | Fantastico 7 del 4 ottobre 1986                     | Viene riproposta la puntata di Fantastico 7 del 4 ottobre 1986                                                         |
| 37      | Parte 1 | 16/06/2024 | Enzo Tortora                                        | Puntata dedicata a Enzo Tortora                                                                                        |
| 37      | Parte 2 | 16/06/2024 | L'altra campana                                     | Puntata dedicata al programma tv L'altra campana                                                                       |
| 38      | 38      | 17/06/2024 | Portobello del 2/01/1982                            | Viene riproposta la puntata del 02.01.1982 di Portobello                                                               |
| 39      | Parte 1 | 23/06/2024 | Renzo Arbore                                        | Puntata dedicata a Renzo Arbore                                                                                        |
| 39      | Parte 2 | 23/06/2024 | Indietro tutta!                                     | Puntata dedicata al programma Tv Indietro tutta!                                                                       |
| 40      | 40      | 24/06/2024 | L'altra domenica Una Tantum                         | Viene riproposta una puntata speciale di L'altra domenica.                                                             |